# Linchamento de Jesse Washington

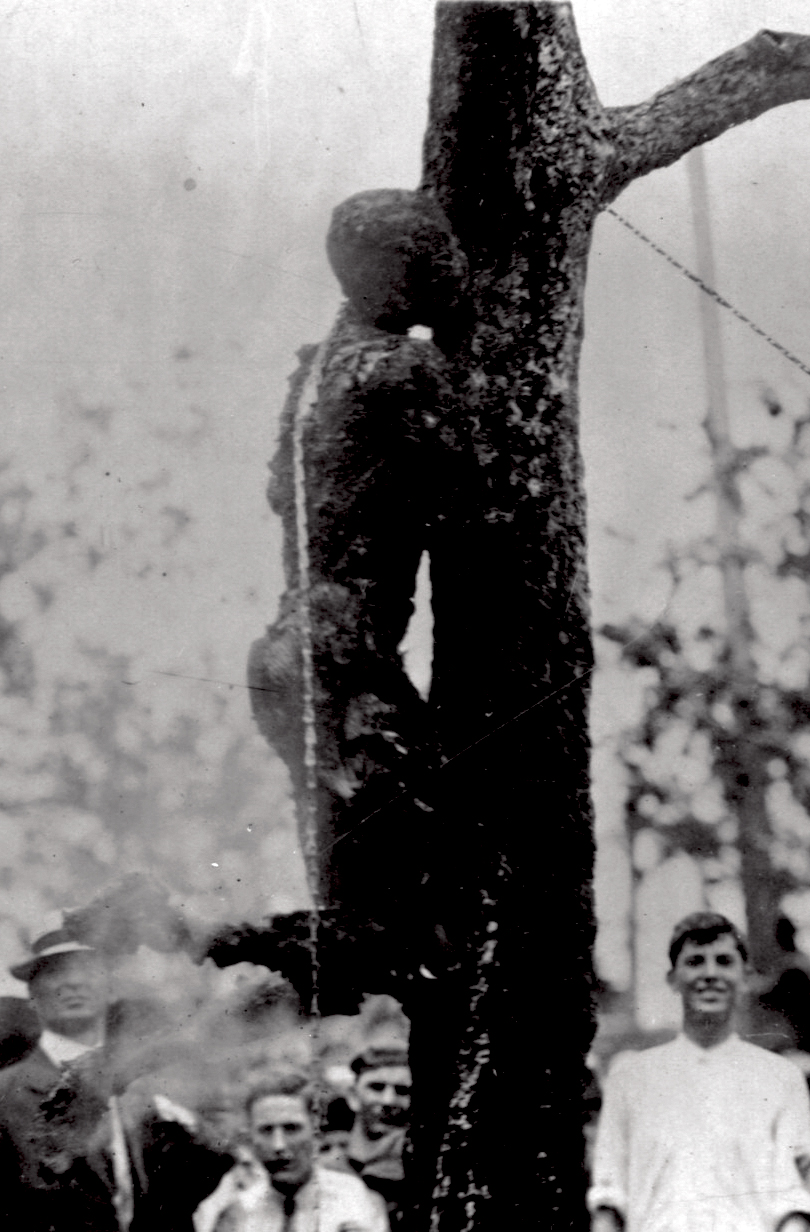
Corpo de Jesse Washington dependurado numa árvore após ser cruelmente queimado.

O linchamento de Jesse Washington (também conhecido como Horror de Waco) foi um linchamento ocorrido em 15 de maio de 1916 em Waco, Texas, Estados Unidos. Jesse Washington, um trabalhador agrícola afro-americano de dezessete anos de idade, foi acusado de estuprar e assassinar Lucy Fryer, esposa de seu empregador branco, na zona rural de Robinson. Nenhuma testemunha presenciou o crime, mas o jovem assinou uma confissão ao ser interrogado pelo xerife do Condado de McLennan e descreveu o local onde teria escondido a arma do crime.
Washington foi julgado em Waco, num tribunal repleto de pessoas furiosas. Ele declarou-se culpado e foi rapidamente sentenciado à morte. Após o pronunciamento da sentença, o jovem foi arrastado para fora do tribunal por populares e linchado em frente à prefeitura municipal. Cerca de dez mil pessoas, incluindo políticos e policiais, se reuniram para assistir ao ataque. A atmosfera era de comemoração, sendo que muitas crianças participaram do acontecimento durante o recreio. Os participantes do ataque ao jovem negro castraram-no, cortaram seus dedos e dependuraram-no sobre uma fogueira. Ele foi deixado sobre a fogueira por cerca de duas horas. Após o fogo ser extinto, seu torso carbonizado foi arrastado pela cidade e partes de seu corpo foram vendidas como lembranças. Um fotógrafo profissional registrou os acontecimentos, fornecendo a rara representação de um linchamento em progresso. As fotografias foram reveladas e vendidas como cartões-postais em Waco.
Apesar de o linchamento ter tido o apoio de boa parte dos habitantes de Waco, foi condenado por jornais de todos os Estados Unidos. A Associação Nacional para o Progresso de Pessoas de Cor (em inglês:  National Association for the Advancement of Colored People - NAACP) contratou Elisabeth Freeman para investigar o ocorrido; ela conduziu uma investigação detalhada em Waco, apesar da relutância de muitos moradores em falar sobre o evento. Após receber o relatório de Freeman, o co-fundador da NAACP, W.E.B. Du Bois, publicou uma extensa reportagem com as fotos do corpo carbonizado de Washington em The Crisis, revista da associação, e a NAACP utilizou fatos do evento em sua campanha antilinchamento. Apesar de Waco ser, à época, considerada uma cidade moderna e progressista, o linchamento demonstrou que a violência racial ainda era tolerada no local. Os acontecimentos daquele dia foram apelidados de "o horror de Waco". A cidade ganhou a reputação de ser um local racista, mas líderes municipais posteriores impediram linchamentos nas décadas seguintes. Segundo os historiadores, a morte de Washington ajudou a colocar a opinião pública contra os linchamentos. A publicidade negativa que o ocorrido recebeu freou o apoio popular à prática, que passou a ser vista como uma barbárie ao invés de forma aceitável de justiça. Nas décadas de 1990 e 2000, alguns residentes de Waco fizeram uma campanha a favor de um monumento em memória à vítima do linchamento, ideia que não obteve o apoio da maioria dos habitantes.

## Antecedentes

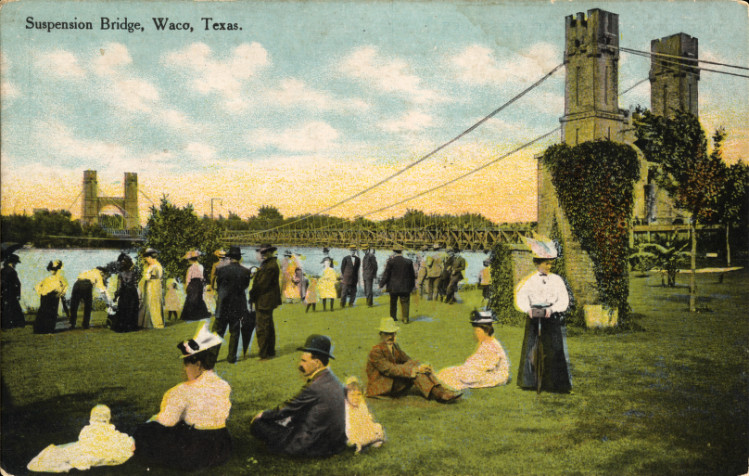
Ilustração de 1911 retratando Waco como um local idílico.

No final do século XIX e início do século XX era comum ocorrerem linchamentos no sudeste dos Estados Unidos, principalmente de negros e nos estados da Geórgia, do Mississippi e do Texas. Entre 1890 e 1920, cerca de três mil afro-americanos foram mortos vítimas de linchamentos, geralmente após serem acusados de cometerem crimes contra brancos. Os adeptos da prática justificavam-na dizendo ser esta uma forma de garantir a hegemonia dos brancos sobre os negros, a quem atribuíam uma natureza criminosa. Os linchamentos também promoviam um senso de união entre os brancos numa sociedade onde as estruturas de poder e a demografia mudavam rapidamente. Apesar de os linchamentos serem tolerados por boa parte da sociedade sulista, algumas pessoas opunham-se à prática, como líderes religiosos e membros da então recém-fundada Associação Nacional para o Progresso de Pessoas de Cor (NAACP).
Em 1916, Waco era uma cidade próspera com pouco mais de trinta mil habitantes. Após ser associada à criminalidade no século XIX, seus líderes comunitários buscaram mudar sua reputação; enviaram delegações para todos os Estados Unidos para que a cidade de Waco fosse promovida como um local idílico. Até 1910, a economia local se fortaleceu e a cidade ganhou uma reputação ilibada. Uma classe média negra emergiu na área, assim como duas universidades para negros. Em meados da década de 1910, os negros somavam 20% da população de Waco. Segundo a jornalista Patricia Bernstein, a cidade tinha, então, uma "fina camada" de paz racial. As tensões raciais, no entanto, se faziam presentes: os jornais locais geralmente destacavam os crimes cometidos pelos negros, e Sank Majors, um afro-americano, foi enforcado numa ponte localizada perto do centro da cidade em 1905. Um pequeno grupo de ativistas antilinchamento morava na área, incluindo o presidente da Universidade Baylor. Em 1916, diversos fatores levaram ao aumento do racismo na cidade, incluindo a estreia de O Nascimento de uma Nação — filme que promovia a supremacia branca e glorificava a Ku Klux Klan — e a venda de fotografias do linchamento de um homem negro em Temple, cidade localizada a 54 quilômetros de Waco.

## Crime e prisão de Washington

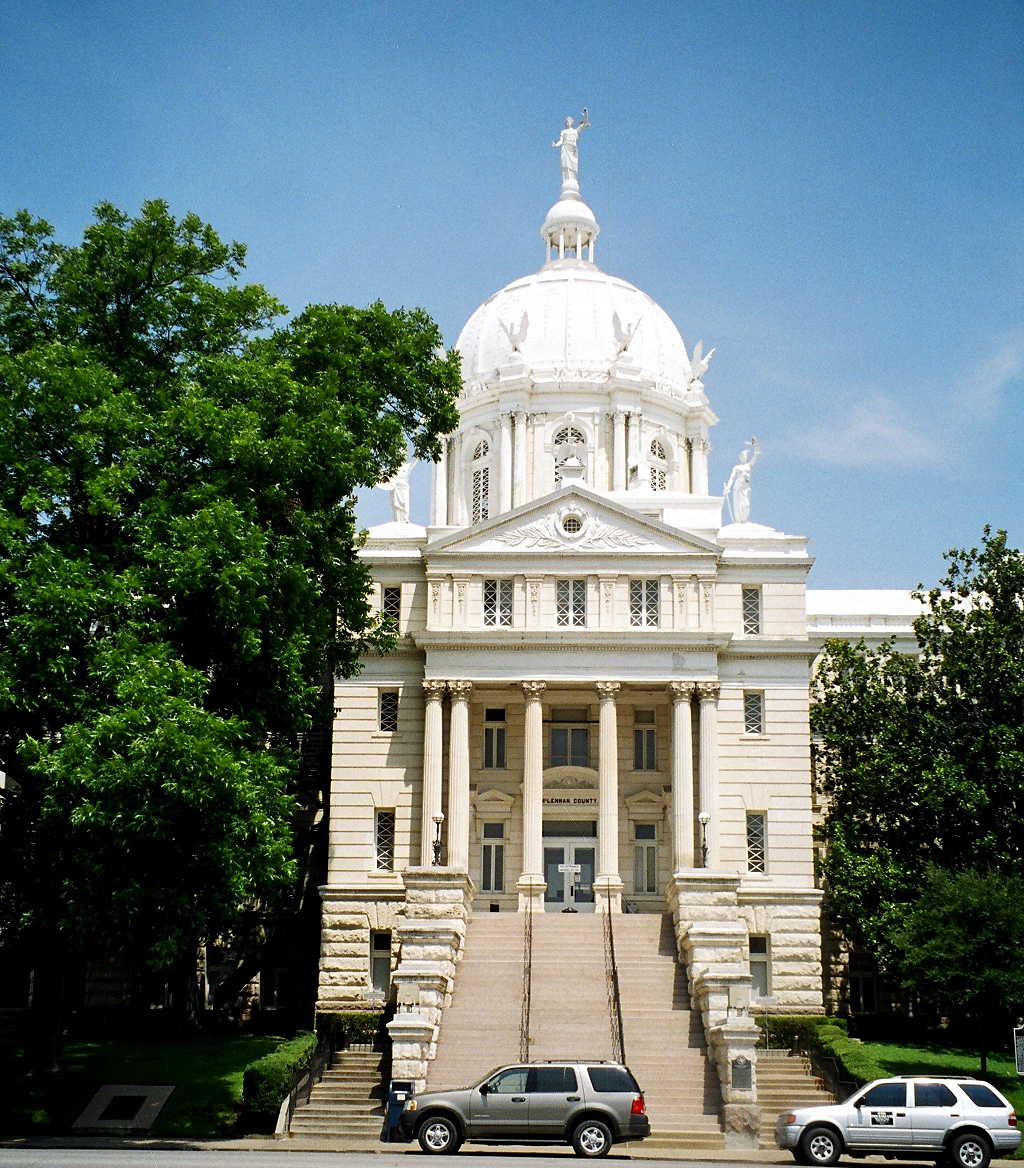
Tribunal do condado de McLennan.

Em Robinson, Lucy Fryer foi assassinada enquanto estava sozinha em sua casa em 8 de maio de 1916. Ela e o marido George eram imigrantes ingleses que se tornaram cidadãos respeitáveis na comunidade rural onde possuíam uma fazenda. A notícia da morte chegou rapidamente ao xerife do condado de McLennan, Samuel Fleming, que imediatamente começou a investigar o crime com um grupo de policiais, moradores e um médico. O médico determinou que a causa da morte de Lucy Fryer tinha sido um golpe na cabeça. Os moradores suspeitaram que o responsável pelo crime fosse Jesse Washington, um jovem negro de dezessete anos de idade que trabalhava na fazenda dos Fryer havia cinco meses; um deles afirmou ter visto Washington perto da casa dos Fryer minutos antes de o corpo de Lucy ser encontrado. Na mesma noite, os assistentes do xerife viajaram para a casa de Washington, onde ele foi encontrado vestindo um macacão sujo de sangue. Ele atribuiu as manchas na roupa a um sangramento nasal. Jesse, seu irmão William e os pais deles foram levados ao departamento do xerife em Waco para responderem a algumas perguntas; os pais e o irmão de Jesse foram liberados após algum tempo, mas ele foi detido para ser interrogado. Seus interrogadores em Waco informaram que ele negou ser o responsável pela morte de Lucy Fryer, mas que descreveu suas ações de maneira contraditória. Após sua prisão, espalharam-se os rumores de que ele teria tido uma discussão com um homem branco alguns dias antes do assassinato.
Em 9 de maio, Fleming levou Washington para o condado de Hill, temendo a ação de justiceiros contra o jovem. O xerife do condado de Hill, Fred Long, interrogou Washington com Fleming; Washington contou-lhes que ele matou Lucy após uma discussão sobre as mulas dela, descrevendo a arma do crime e o local onde ela estava escondida. Long levou Washington para Dallas, enquanto Fleming retornou para Robinson. Fleming relatou ter encontrado um martelo sujo de sangue no local indicado por Washington. Em Dallas, Washington ditou e assinou uma declaração descrevendo o estupro e o assassinato de Lucy Fryer; a confissão foi publicada no dia seguinte pelos jornais de Waco. Os jornais agiram de maneira sensacionalista ao noticiar o crime, relatando as supostas tentativas de Lucy de resistir ao estupro, embora o médico que examinou o corpo dela tivesse concluído que ela já estava morta quando foi estuprada. Populares se uniram em Waco naquela noite para linchar Washington na cadeia local; o grupo se dispersou após perceber que o rapaz não estava no local. Ainda assim, um jornal local enalteceu o esforço do grupo. Na mesma noite, Lucy Fryer foi enterrada após a realização de um pequeno funeral que contou com a presença apenas de seus familiares e amigos mais próximos.
Em 11 de maio, um júri foi formado no condado de McLennan e Washington foi rapidamente indiciado pela morte de Lucy Fryer; seu julgamento foi marcado para 15 de maio. O jornal Waco Times-Herald publicou uma nota em 12 de maio pedindo que os moradores deixassem o poder judiciário determinar o destino de Washington. Fleming viajou para Robinson em 13 de maio para pedir aos habitantes daquela cidade que mantivessem a paz; seu discurso foi bem recebido. A defesa de Washington foi atribuída a vários advogados inexperientes. Eles não prepararam a defesa do jovem e observaram que ele aparentava estar tranquilo nos dias que antecederam o julgamento.

## Julgamento e linchamento

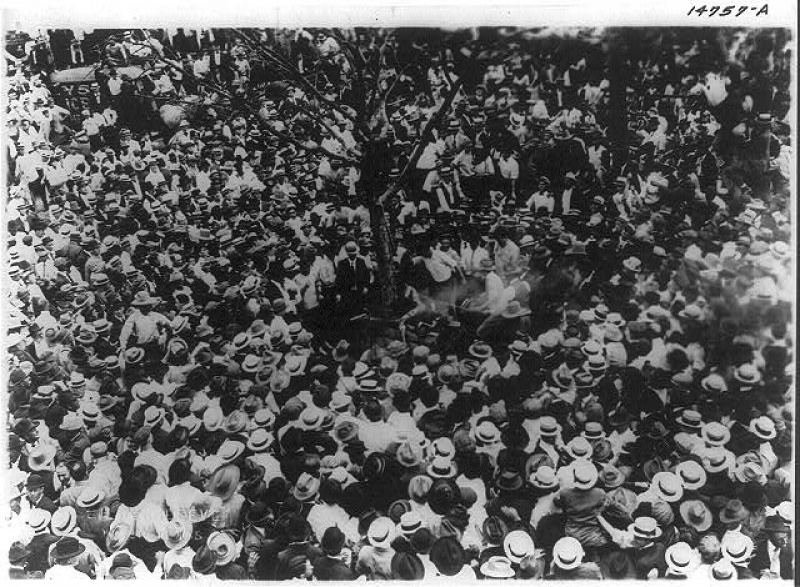
Multidão se preparando para linchar Washington.

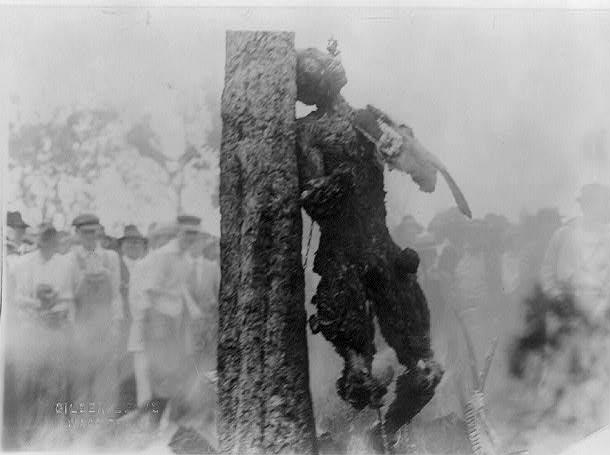
Corpo de Washington pendurado na árvore.

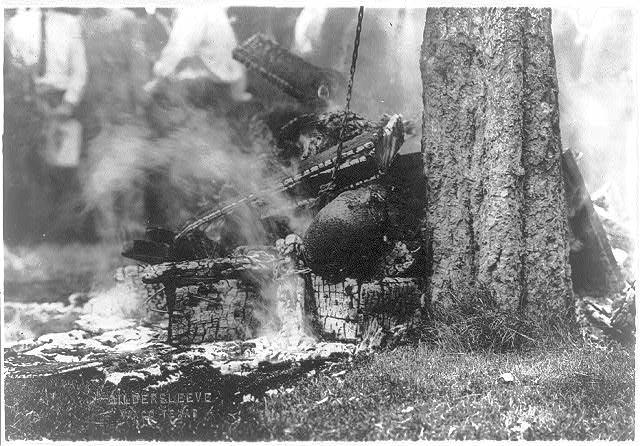
Corpo carbonizado de Washington no meio das cinzas.

Na manhã de 15 de maio, o tribunal de justiça de Waco lotou rapidamente: a multidão quase impediu a entrada de alguns jurados. Observadores também lotaram as calçadas ao redor do prédio; mais de duas mil pessoas estavam presentes. A maior parte do público era branca, mas alguns membros da comunidade negra de Waco também estiveram presentes. Conforme Washington entrava no tribunal, um membro do público apontou uma arma para ele, sendo rapidamente desarmado. Conforme o julgamento começava, o juiz tentava manter a ordem, insistindo que o público fizesse silêncio. A seleção do júri foi rápida: a defesa não se opôs às pessoas selecionadas pela acusação. Segundo Bernstein, o julgamento teve uma atmosfera de escárnio. O juiz perguntou a Washington como ele se declarava, explicando as possíveis sentenças. Washington murmurou uma resposta — possivelmente "sim" — interpretada pela corte como uma declaração de culpa. A acusação descreveu as acusações e o júri ouviu os testemunhos de policiais e do médico que examinou o corpo de Lucy Fryer. Ele descreveu a maneira como ela morreu, sem mencionar se teria sido estuprada ou não. A acusação finalizou seu caso e os advogados de Washington perguntaram-lhe se ele havia cometido o crime. Washington respondeu: "Foi o que fiz" e pediu desculpas silenciosamente. O promotor dirigiu-se ao tribunal, declarando que o julgamento tinha sido conduzido de maneira justa, conquistando os aplausos da multidão. O júri, então, se retirou para deliberar.
Após quatro minutos de deliberação, o presidente do júri anunciou o veredito: culpado e uma sentença de morte. O julgamento durou cerca de uma hora. Os oficiais de justiça se aproximaram de Washington para escoltá-lo para fora, mas foram empurrados por um grupo de espectadores, que cercaram Washington e o arrastaram para fora. Washington inicialmente resistiu, mordendo um homem, mas logo foi espancado. Uma corrente foi colocada ao redor de seu pescoço e ele foi arrastado até a prefeitura por uma turba crescente; no meio de caminho, ele foi despido, esfaqueado e repetidamente agredido com objetos grossos. Quando Washington chegou à prefeitura, uma fogueira já havia sido preparada ao lado de uma árvore em frente ao prédio. Washington, semiconsciente e coberto de sangue, teve seu corpo encharcado com óleo, pendurado na árvore por uma corrente e depois abaixado até o chão. Membros da multidão cortaram seus dedos das mãos e dos pés e seus genitais. O fogo foi aceso e Washington foi repetidamente levantado e abaixado sobre as chamas até ser morto na fogueira. Segundo o acadêmico alemão Manfred Berg, seus carrascos tentaram mantê-lo vivo para aumentar seu sofrimento. Washington tentou se salvar subindo na corrente, mas não conseguiu devido à falta de dedos. O fogo foi extinto depois de duas horas, permitindo que espectadores recolhessem lembranças do local do linchamento, tais como os ossos de Washington e pedaços da corrente. Um participante guardou parte da genitália de Washington; um grupo de crianças pegou os dentes de Washington para vender como souvenires. No momento em que o fogo foi extinto, partes dos braços e pernas de Washington haviam sido queimados e seu torso e cabeça estavam carbonizados. Seu corpo foi removido da árvore e arrastado por toda a cidade por um cavalo. Os restos mortais de Washington foram levados para Robinson, onde foram exibidos publicamente até que um policial, no final do mesmo dia, retirou o corpo e o enterrou.
O linchamento atraiu uma grande multidão, incluindo o prefeito e o chefe da polícia, apesar de a prática ser ilegal no estado do Texas. O xerife Fleming ordenou a seus policiais que não impedissem o linchamento e ninguém jamais seria preso após o ocorrido. Bernstein especula que suas ações foram motivadas por um desejo de lidar duramente com o crime para ajudar sua candidatura à reeleição naquele ano. O prefeito John Dollins também pode ter encorajado a multidão, acreditando que o linchamento lhe traria benefícios políticos. O número de espectadores foi de 15 000 pessoas em seu pico. Uma recente invenção tecnológica — os telefones — ajudou a espalhar a notícia, permitindo que o público se reunisse mais rapidamente do que anteriormente seria possível. A imprensa local informou que "gritos de alegria" foram ouvidos conforme Washington era queimado, embora eles notassem que alguns participantes demonstravam sua reprovação. O Waco Semi-Weekly Tribune afirmou que alguns moradores negros de Waco compareceram, uma afirmação que a historiadora Grace Hale, da Universidade da Virgínia vê como duvidosa. Os moradores de Waco, que provavelmente não tinham ligação com a família rural Fryer, abrangiam a maioria da multidão. Algumas pessoas de comunidades rurais próximas viajaram à cidade para acompanhar o julgamento. Como o linchamento ocorreu ao meio-dia, alunos das escolas locais aproveitaram o recreio para presenciar os eventos, alguns deles subindo em árvores para terem uma visão melhor. Muitos pais aprovaram a presença de seus filhos, na esperança de que o linchamento reforçasse a crença na supremacia branca. Alguns texanos viam a participação em linchamentos como um ritual de passagem para rapazes.

## Eventos posteriores

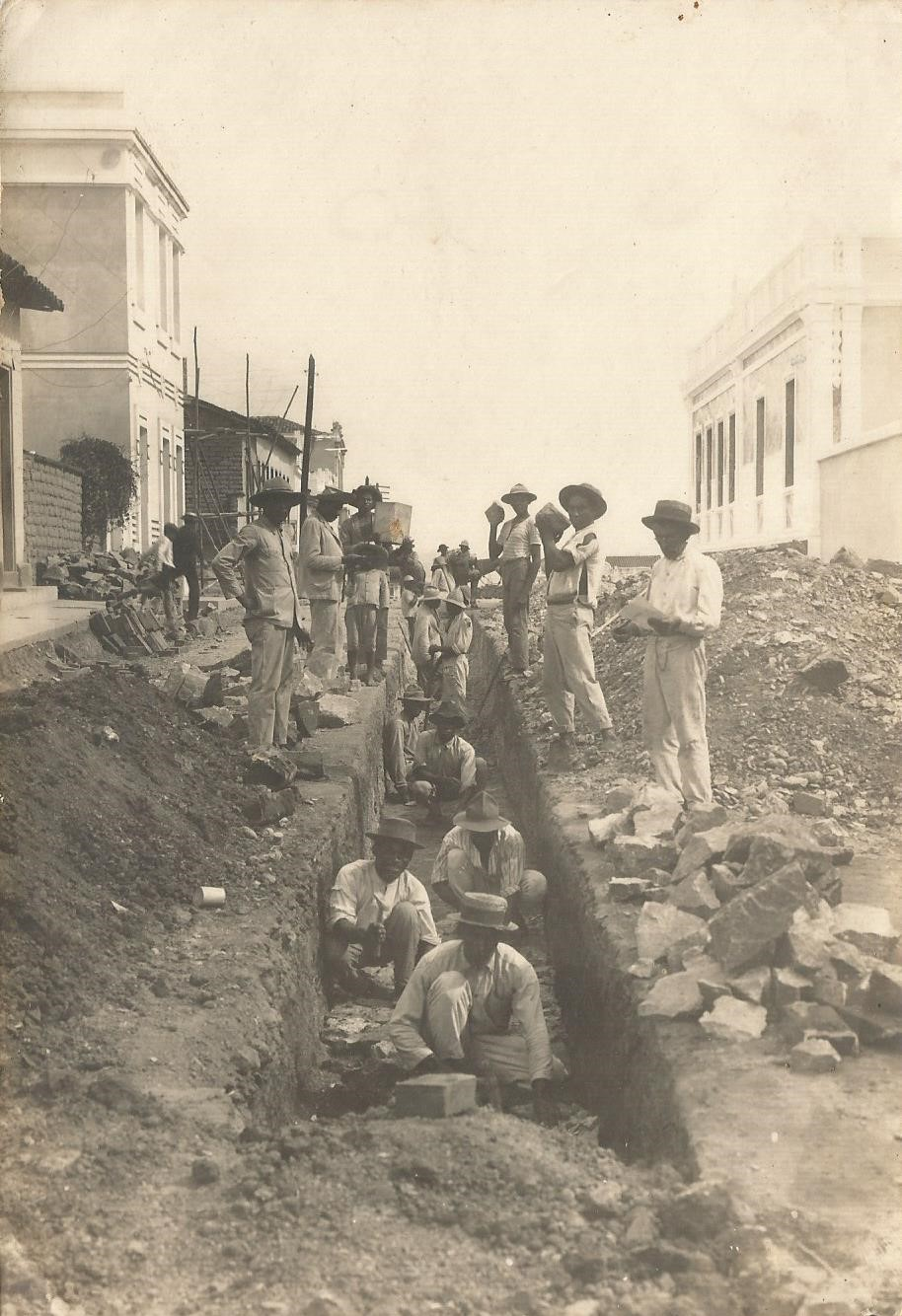
Enquanto os negros americanos eram linchados, os negros brasileiros trabalhavam arduamente na melhoria das cidades. Na foto: Jequié, Bahia, ano de 1929.

Fred Gildersleeve, um fotógrafo profissional que morava em Waco, chegou à prefeitura pouco antes de o linchamento começar — possivelmente a pedido do prefeito — e fotografou o ocorrido. Suas fotografias fornecem uma rara representação de um linchamento em andamento, em contraste às típicas fotografias de linchamento, que só mostram as vítimas já mortas. As fotografias de Gildersleeve incluem visões da multidão de um prédio e imagens em close do corpo de Washington; algumas fotografias podem ter sido tiradas por um assistente. Gildersleeve produziu cartões-postais com as imagens de adolescentes — os mais novos aparentando ter doze anos de idade — reunidos em volta do corpo de Washington. Os indivíduos nas fotografias não fizeram nenhum esforço para esconder suas identidades. Berg acredita que a vontade deles de serem fotografados indica que eles sabiam que ninguém jamais seria punido pela morte de Washington. Embora alguns residentes tenham enviado os cartões para parentes de outras cidades, vários cidadãos locais proeminentes persuadiram Gildersleeve a parar de vendê-los, temendo que as imagens pudessem manchar a reputação da cidade.
Nos dias seguintes ao linchamento, os jornais condenaram ferozmente o ocorrido. Em uma semana, a notícia do linchamento já havia sido publicada até mesmo em Londres. Um editorial do New York Times opinou que "em nenhuma outra terra, mesmo fingindo ser civilizada, poderia um homem ser queimado até à morte nas ruas de uma cidade notável em meio à alegria selvagem de seus habitantes". No New York Age — jornal voltado à comunidade negra —, James Weldon Johnson descreveu os membros da turba como "mais baixos do que qualquer outro povo que atualmente habita a Terra". Apesar de muitos jornais sulistas terem, no passado, defendido o linchamento como uma forma de defesa da sociedade civilizada, após a morte de Washington eles não defenderam a prática em tais termos. O Montgomery Advertiser escreveu que "nenhum selvagem é mais cruel do que os homens que participaram deste episódio horrível quase inacreditável". No Texas, o Houston Chronicle e o Austin American criticaram a turba, mas falaram bem de Waco. O Morning News de Dallas relatou o episódio, mas não publicou um editorial sobre o ocorrido. Em Waco, o Times-Herald absteve-se de emitir sua opinião sobre o linchamento. O Waco Morning News informou brevemente sua desaprovação ao linchamento, focando suas críticas aos jornais que teriam atacado a cidade de forma injusta por causa do episódio; o jornal lançou os editoriais condenatórios após o linchamento como observações farisaicas. Um articulista do Waco Semi-Weekly Tribune defendeu o linchamento, afirmando que Washington merecia morrer e que os negros deveriam ver a morte dele como um alerta para que não cometessem crimes. O jornal mais tarde publicou um editorial do Houston Post condenando o linchamento, afirmando que o texto fazia parte de um ataque à cidade.
Alguns moradores de Waco condenaram o linchamento, incluindo líderes religiosos e acadêmicos da Universidade de Baylor. O juiz que presidiu o julgamento de Washington afirmou, mais tarde, que os membros da turba de linchamento eram "assassinos"; o presidente do júri disse à NAACP que desaprovou os eventos ocorridos. Algumas pessoas que testemunharam o linchamento sofreram pesadelos persistentes e trauma psicológico. Alguns cidadãos consideraram fazer um protesto contra o linchamento, mas declinaram devido a preocupações com represálias ou com a possibilidade de serem interpretados como hipócritas. Após o linchamento, funcionários da prefeitura alegaram que os participantes eram um pequeno grupo de descontentes. Apesar de tal afirmação ser contrariada por evidências fotográficas, várias histórias em Waco têm repetido esta alegação. Não houve repercussões negativas para Dollins ou para o chefe de polícia John McNamara; embora eles não tenham feito nada para conter a multidão, permaneceram bem respeitados em Waco. Como de costume, ninguém foi processado pelo linchamento.
Apesar de os membros da comunidade negra de Waco terem oferecido suas condolências à família Fryer publicamente, eles criticaram o linchamento apenas de maneira privada. Uma exceção foi o jornal Paul Quinn Weekly, vinculado à Faculdade Paul Quinn — instituição de ensino superior exclusiva para negros —, que publicou diversos artigos criticando o linchamento e as lideranças da cidade. Num artigo, o autor declarava que Jesse Washington era inocente e que George Fryer seria o verdadeiro assassino de sua esposa. A. T. Smith, editor do jornal, foi posteriormente condenado por difamação. George Fryer também processou a faculdade por difamação; sua veemência fez alguns moradores de Robinson começarem a suspeitar que ele teria sido cúmplice na morte de sua esposa. Segundo Bernstein é "altamente improvável" que George Fryer tenha desempenhado algum papel na morte de Lucy, mas existe uma "quantidade mínima de possibilidade" de que ele tenha participado.

## Investigação e campanha da NAACP

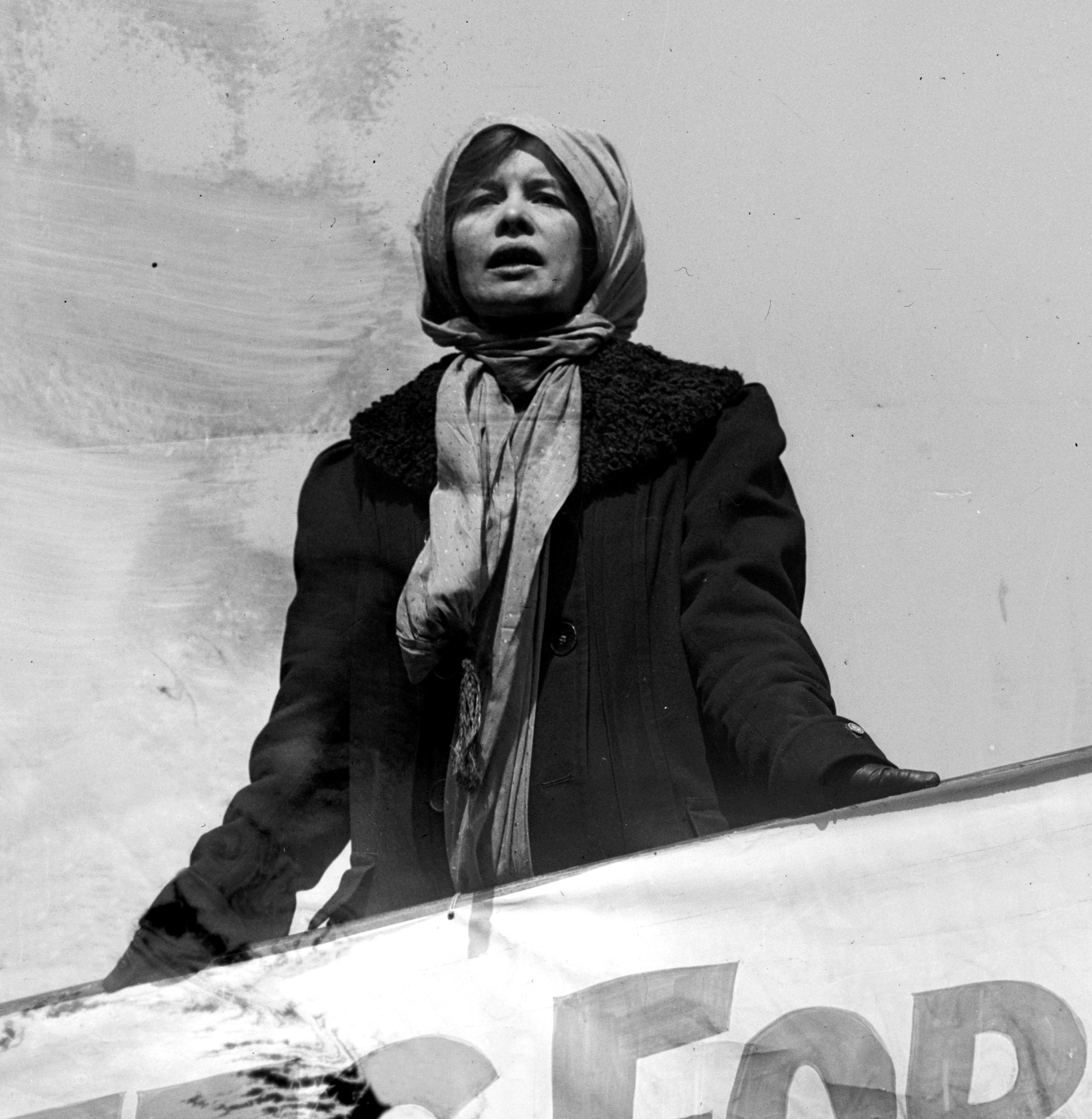
Elisabeth Freeman em 1913.

A NAACP contratou Elisabeth Freeman, uma ativista pelo sufrágio feminino da cidade de Nova York, para investigar o linchamento. Ela tinha viajado para o Texas no final de 1915 ou no início de 1916 para ajudar a organizar o movimento sufragista no estado. Após participar de uma convenção em defesa do sufrágio feminino em Dallas no início de maio, ela deu início a sua missão em Waco, fazendo-se passar por jornalista e tentando entrevistar os moradores sobre o linchamento. Freeman constatou que quase todos os moradores eram relutantes em falar sobre o assunto. Ela conversou com funcionários públicos e conseguiu as fotografias do linchamento com Gildersleeve, que inicialmente negou-se a fornecê-las. Embora Freeman temesse por sua segurança, ela gostava do desafio da investigação. Ao conversar com líderes municipais, Freeman convenceu-os de que ela planejava defender Waco das críticas quando retornasse ao norte. Alguns jornalistas logo começaram a suspeitar da presença dela, alertando os moradores para não falarem com estranhos. A comunidade afro-americana, no entanto, ofereceu uma recepção calorosa a Freeman.
Fleming e o juiz que presidiu a sessão do julgamento de Washington conversaram com ela; ambos afirmaram que não mereciam a culpa pelo linchamento. Uma professora que havia conhecido Washington disse a Freeman que ele era analfabeto e que todas as tentativas de ensinar-lhe a ler foram infrutíferas. Freeman concluiu que os moradores brancos eram geralmente favoráveis ao linchamento de Washington, apesar de muitos não gostarem do fato de que seu corpo tivesse sido mutilado. Ela concluiu que a multidão foi liderada por um pedreiro, um taverneiro e vários funcionários de uma empresa de gelo. A NAACP decidiu não identificá-los publicamente. Freeman concluiu que Washington matou Fryer, motivado pela atitude dominadora dela em relação a ele.
W. E. B. Du Bois ficou exasperado com as notícias do linchamento, afirmando: "qualquer conversa sobre o triunfo do cristianismo ou a expansão da cultura humana é um disparate fútil na medida em que o linchamento de Waco é possível nos Estados Unidos". Após receber o relatório de Freeman, ele colocou uma imagem do corpo queimado de Washington na capa de uma edição de The Crisis, boletim informativo da NAACP, que discutiu o ocorrido. A edição foi nomeada de "O Horror de Waco" e publicada como um suplemento de oito páginas na edição de julho de 1916. Du Bois popularizou a utilização do termo "o horror de Waco" para descrever o linchamento de Washington; o Houston Chronicle e o New York Times usaram anteriormente a palavra "horror" para descrever o ocorrido. Em 1916, The Crisis tinha uma circulação de aproximadamente 30 000 exemplares, três vezes o número de associados na NAACP. Embora a publicação tivesse feito denúncias de linchamentos no passado, esta edição foi a primeira a trazer fotografias de um ataque. O conselho de diretores da NAACP inicialmente hesitou em publicar tal conteúdo gráfico, mas Du Bois insistiu para que as imagens fossem publicadas, argumentando que elas poderiam impulsionar os americanos brancos a apoiar uma mudança no tratamento dispensado aos negros. Além das imagens, a edição incluiu relatos do linchamento que Freeman obteve de moradores de Waco. Du Bois escreveu a reportagem de The Crisis sobre o linchamento; ele editou e organizou o relatório de Freeman, apesar de ela não ser citada na edição. A reportagem terminava com um apelo para que os leitores apoiassem o movimento antilinchamento. A NAACP distribuiu a reportagem para centenas de jornais e políticos, o que resultou numa ampla condenação do linchamento. Muitos brancos do norte se incomodaram que brancos sulistas houvessem celebrado com o ocorrido. The Crisis trouxe mais imagens do linchamento em edições posteriores. A morte de Washington recebeu atenção contínua na publicação. Oswald Garrison Villard escreveu, numa edição posterior, que "o crime de Waco é um desafio à nossa civilização americana".
Outros jornais voltados ao público afro-descendente também deram cobertura significativa ao episódio, assim como publicações social-liberais como The New Republic e The Nation. Freeman viajou pelos Estados Unidos para conversar com o público sobre sua investigação em Waco, defendendo que uma mudança na opinião pública poderia trazer mais do que meras mudanças legislativas. Embora tivessem ocorrido outros linchamentos tão brutais quanto o de Washington naquela época, a disponibilidade de imagens e o cenário de sua morte fizeram deste episódio uma cause célèbre. Os líderes da NAACP planejavam lançar um processo judicial contra os responsáveis pela morte de Washington, mas abandonaram a ideia devido ao seu custo elevado, pois a NAACP passava por dificuldades financeiras na época. Sua campanha antilinchamento logrou algum êxito na coleta de fundos para a associação, mas voltou à estaca zero conforme os Estados Unidos entravam na Primeira Guerra Mundial. O presidente da NAACP, Joel Elias Spingarn, mais tarde declarou que a campanha da associação colocou "o linchamento na mente do público de algo como um problema nacional". Bernstein descreve esta campanha como o "mais despido começo de uma luta que duraria várias décadas".
Apesar da campanha, o número de linchamentos nos Estados Unidos aumentaria na segunda metade da década de 1910. Outros linchamentos ocorreram em Waco nos anos 1920, em parte devido ao ressurgimento da Ku Klux Klan. No final da década de 1920, no entanto, as autoridades locais começaram a proteger os cidadãos negros de linchamentos, como foi o caso de Roy Mitchell. As autoridades temiam que a publicidade negativa gerada por tais incidentes — como a campanha nacional da NAACP após a morte de Washington — pudesse minar seus esforços de atrair investimentos privados para a cidade. A NAACP lutou para caracterizar os linchamentos como uma prática selvagem e bárbara, uma ideia que aos poucos ganhou corpo no imaginário coletivo. Bernstein credita os esforços da associação como uma ajuda a pôr fim nas "piores atrocidades públicas do sistema racista" da região de Waco.

## Análise e legado

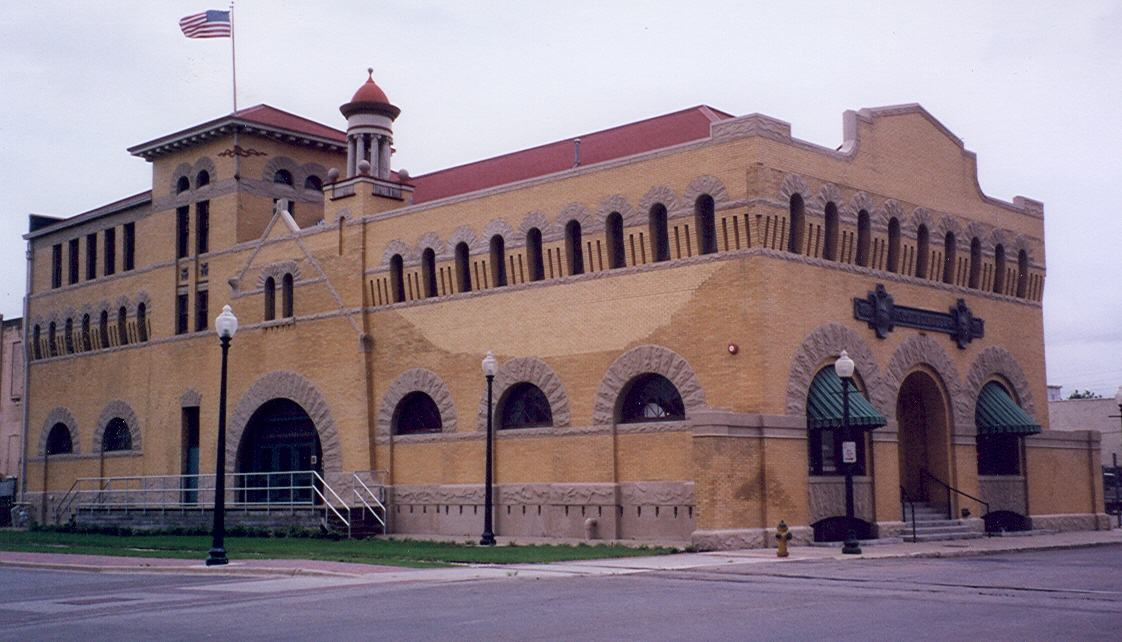
No imaginário popular americano, a destruição de Waco por um tornado, em 1953, foi obra do "castigo divino" pelo linchamento de Jesse Washington. Na foto, o Museu Dr Pepper em 1999 com tijolos de cor mais clara mostrando danos, já reparados, do tornado.

Em 2011, Berg concluiu que Washington provavelmente matou Lucy Fryer, mas duvidou que ele a tenha estuprado. No mesmo ano, Julie Armstrong, da Universidade do Sul da Flórida, chegou à conclusão de que Washington era provavelmente inocente de ambas as acusações. Bernstein aponta que a motivação de Washington para cometer o crime jamais foi esclarecida. Ela também afirma que a confissão dele pode ter sido obtida através de coerção e que a arma do crime — a maior evidência contra ele — pode ter sido plantada no local descrito pelo jovem pelas autoridades locais.
Bernstein afirma que o linchamento de Washington foi um evento único porque ocorreu numa cidade com uma reputação progressista e foi assistido por milhares de pessoas que estavam empolgadas com a brutal tortura imposta ao jovem. Atos semelhantes de violência eram comuns em cidades menores e eram assistidos por menos espectadores. William Carrigan, da Universidade de Rowan, argumenta que a cultura do centro do Texas havia glorificado a violência vingativa de turbas ao longo de várias décadas antes do linchamento de Washington, argumentando que esse culto à violência explica como um ataque tão brutal pode ter sido comemorado publicamente. Hale defende que a morte de Washington assinalou uma transição na prática dos linchamentos, demonstrando sua aceitação em cidades modernizadas do século XX. Ela argumenta que o linchamento de Washington demonstrou como inovações tecnológicas, tais como telefones e câmeras fotográficas, foram capazes de fortalecer a turba ao mesmo tempo que aumentou a condenação de suas ações pela sociedade.
Em seu estudo de 2004 sobre linchamentos, Peter Ehrenhaus e Susan Owen comparam o linchamento a um sacrifício de sangue, argumentando que os moradores de Waco sentiram uma sensação de justiça coletiva após a morte de Washington, já que eles o viam como uma presença do mal na comunidade. Bernstein compara a brutalidade pública da turba à prática medieval inglesa de enforcar, arrastar e esquartejar criminosos. Amy Louise Wood, da Universidade Estadual de Illinois, descreve o ocorrido como "um momento de definição na história do linchamento", argumentando que com a morte de Washington, "o linchamento começou a semear as sementes de seu próprio colapso". Apesar de os ataques promovidos por turbas violentas terem beneficiado os supremacistas brancos no passado, Wood afirma que após a morte de Washington ter publicidade, o movimento antilinchamento passou a incluir imagens de ataques motivados pelo racismo em suas campanhas. Carrigan aponta que a morte de Washington recebeu mais atenção do público do que qualquer outro linchamento da história dos Estados Unidos, afirmando que o evento foi um "ponto de virada na história da violência provocada por turbas no centro do Texas". Embora a campanha não tenha sido capaz de acabar com a prática, ela ajudou a pôr um fim no apoio público de líderes municipais a tais ataques. Carrigan afirma que o linchamento foi "o dia mais infame da história do centro do Texas" até o cerco de Waco de 1993.

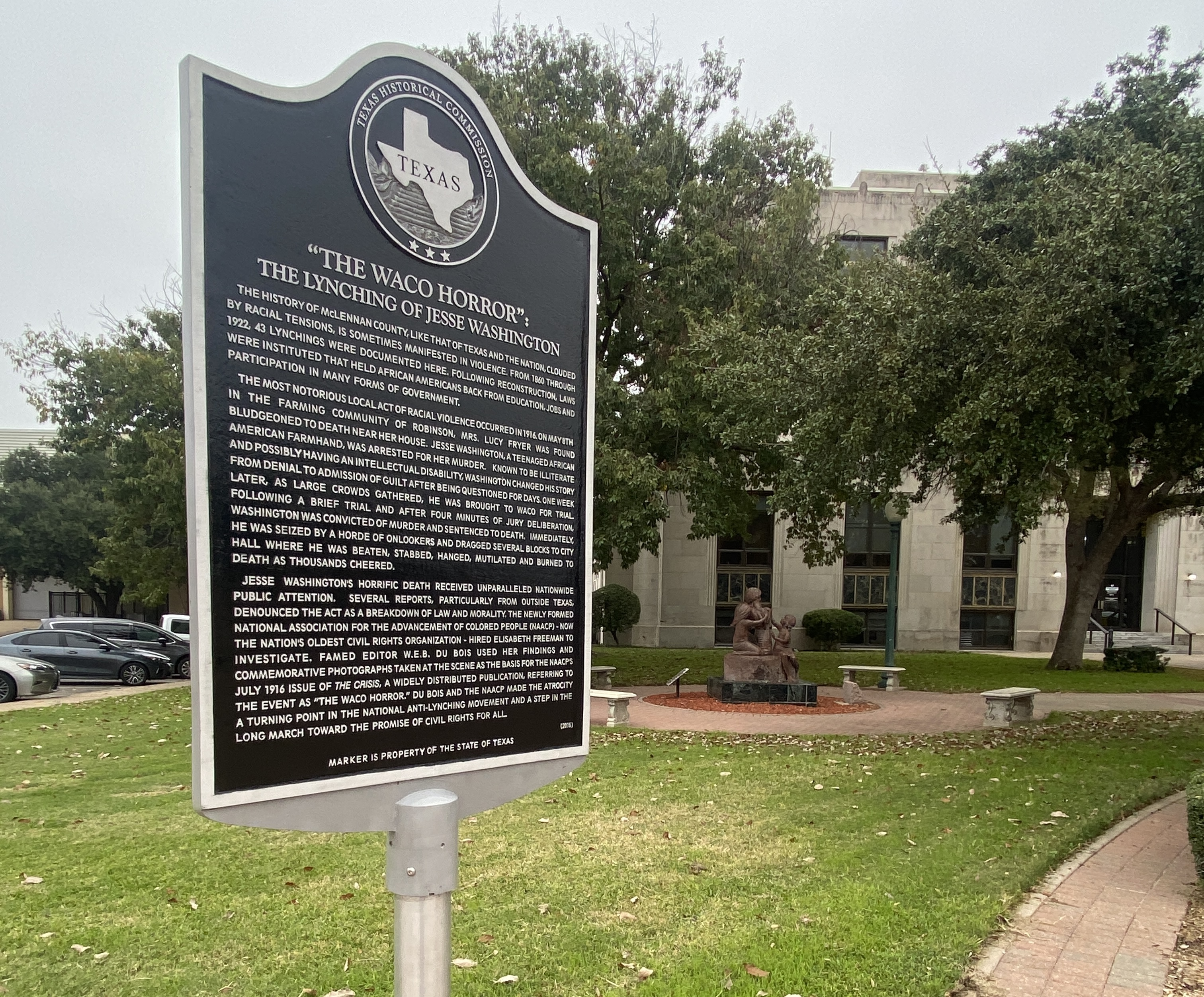
Marco histórico do linchamento de Jesse Washington.

Após a prática do linchamento ser suprimida no centro do Texas, o episódio recebeu pouca atenção dos historiadores locais. No entanto, Waco manteve a fama de cidade racista — em parte devido aos livros didáticos de história americana — para o aborrecimento de seus habitantes. Após o linchamento, os afro-americanos mantiveram uma postura de desdém pela cidade, sendo que alguns deles viram a passagem de um tornado pela cidade em 1953 como uma "vingança divina" pelo linchamento de Washington. Durante os protestos do movimento dos direitos civis, os líderes brancos de Waco reagiram aos manifestantes de maneira não violenta, possivelmente por medo de que a cidade fosse estigmatizada novamente.
O músico de blues Sammy Price gravou uma versão de "Hesitation Blues", que fazia referências ao linchamento de Washington. Price morou em Waco durante sua infância, possivelmente na mesma época em que o linchamento ocorreu. O romancista Madison Cooper, morador de Waco, descreve um linchamento — possivelmente baseado na morte de Washington — como um dos principais eventos em seu romance Sironia, Texas, publicado em 1952.
Nos anos 1990, Lawrence Johnson, membro do conselho municipal de Waco, viu as imagens do linchamento de Washington no Museu Nacional dos Direitos Civis e começou a fazer lobby pela construção de um monumento em memória ao jovem negro. Em 2002, Lester Gibson, também membro do conselho municipal, propôs que uma placa fosse colocada no tribunal onde Washington começou a ser agredido. Segundo ele, a placa deveria trazer um pedido de desculpas em nome da cidade. As ideias foram discutidas pelo conselho, mas se provaram infrutíferas. Nos anos 2000, a ideia de um memorial foi recuperada pelo comissário do condado de McLennan e pela Câmara do Comércio de Waco; o Waco Herald Tribune declarou seu apoio à instalação de um marco histórico no local do linchamento em editorial. Alguns descendentes de Lucy Fryer opuseram-se à ideia.

## Leitura complementar
- Du Bois, W.E.B. (1916). «The Waco Horror» (PDF). Arquivado pelo Modernist Journals Project. The Crisis. 12 (Supplement to no. 3): 1–8. Consultado em 12 de julho de 2013. Cópia arquivada (PDF) em 1 de abril de 2013()
- Goodwyn, Wade. "Waco Recalls a 90-Year-Old 'Horror'." National Public Radio. May 13, 2006. (Transcrição da reportagem de rádio)